# المالی (دمیراوزو)
المالی {{ترکی|Elmalı) (به ارمنی: Ալմալիխան) یک منطقهٔ مسکونی در ترکیه است که در دمیراوزو واقع شده‌است. المالی ۱۶۸ نفر جمعیت دارد.